# Comisión Internacional de Estratigrafía
La Comisión Internacional de Estratigrafía (International Commission on Stratigraphy, ICS) es un importante comité científico de la Unión Internacional de Ciencias Geológicas (IUGS) que se ocupa de la estratigrafía y geocronología a escala mundial. Es esencialmente una comisión que trabaja permanentemente y que se reúne con bastante regularidad, además de las reuniones cuatrienales previstas por la IUGS.

## Objetivos
Uno de sus principales objetivos, un proyecto iniciado en 1974, es establecer una escala temporal estratigráfica estándar global (eonotemas, eratemas, sistemas, series y pisos) que sirven de base para la escala de tiempo geológico (eones, eras, periodos, épocas y edades) y facilitan las correlaciones geológicas y las comparaciones paleontológicas y geobiológicas entre diferentes regiones. Para ello establecen patrones obtenidos con criterios estratigráficos rigurosos y con ayuda del registro fósil, denominados secciones y puntos de estratotipos de límite globales (GSSP). Se organiza en diecisiete subcomisiones permanentes que abordan los diferentes sistemas/períodos geológicos y la calibración temporal de la escala temporal.

## Publicaciones
La ICS edita las revistas periódicas Lethaia (en colaboración con la Asociación Paleontológica Internacional), Episodes (sobre la actividad científica de la IUGS), Stratigraphy, Geoarabia (geología del petróleo), Newsletters on Stratigraphy y Carnets de Géologie / Notebooks on Geology.

## Logotipo
El logo de la Comisión Internacional de Estratigrafía se diseñó a partir del carácter chino de 山 (shān bù «montaña»).